# The One You Love
„The One You Love” este un cântec al interpretei mexicane Paulina Rubio. Acesta fost compus de 	Shep & Kenny pentru cel de-al șaselea material discografic de studio al artistei, Border Girl. „The One You Love” a fost lansat ca cel de-al doilea disc single al albumului la sfârșitul anului 2002. Înregistrarea beneficiază și de o versiune în limba spaniolă, intitulată „Todo Mi Amor”.
Cântecul a ocupat locul 97 în Billboard Hot 100, însă nu a înregistrat alte prezențe notabile. În schimb, „Todo Mi Amor” ce a fost lansat în țările vorbitoare de limbă spaniolă a urcat până locul 2 în Spania.

## Clasamente
| Clasament (2002)                 | Poziția maximă     | Referință          |
| „The One You Love”               | „The One You Love” | „The One You Love” |
| -------------------------------- | ------------------ | ------------------ |
| Billboard Hot 100                | 97                 | [ 4 ]              |
| Billboard Latin Tropical Airplay | 40                 | [ 4 ]              |
| „Todo Mi Amor”                   |                    |                    |
| Argentina Singles Chart          | 6                  | [ 6 ]              |
| Columbia Singles Chart           | 7                  | [ 7 ]              |
| Mexic Singles Chart              | 8                  | [ 8 ]              |
| Spain Singles Chart              | 2                  | [ 5 ]              |
| Billboard Hot Latin Songs        | 5                  | [ 4 ]              |
| Billboard Latin Pop Airplay      | 2                  | [ 4 ]              |
| Billboard Latin Tropical Airplay | 8                  | [ 4 ]              |